# Damien (bateau)
Pour les articles homonymes, voir Damien.
Le Damien est le bateau avec lequel Gérard Janichon et Jérôme Poncet accomplirent un remarquable tour du monde de 1969 à 1973, qui les mena du Spitzberg jusqu'en Antarctique via la remontée du fleuve Amazone.

## Description
D'une longueur de 10,10 mètres, construit sur la base de plans dressés par l'architecte naval anglais Robert Tucker, il fut construit en bois moulé pour les deux amis au chantier Nautic Saintonge, à Saujon (Charente-Maritime).
D'un déplacement léger, gréé en cotre, au mât relativement court, bien haubané, il résista parfaitement sur les 55 000 milles que dura le voyage, y compris à plusieurs chavirages dans les mers du Grand Sud.
Vendu à l'issue du périple, mal entretenu, il est retrouvé en très mauvais état au début des années 2000. Classé monument historique en 2002, puis sauvé de la destruction grâce à une association, il est destiné à rejoindre Joshua au Musée maritime de La Rochelle.
Le nom initial donna naissance par la suite à une série de modèles de différentes tailles et matériaux : goélettes de 14 m en acier (une trentaine d'exemplaires construits), Damien II (vingt-cinq exemplaires ont été construits entre 1974 et 1981 par Meta chantier Naval), Damien III de Poncet et Janichon, Om premier voilier du chanteur-navigateur Antoine, ou encore Tigre mou, bateau personnel de l'architecte naval Michel Joubert, Damien 40 de 12 mètres en polyester, ou Damien IV de 11 mètres en aluminium de Gérard Janichon.